# カンヌ
カンヌ（フランス語: Cannes、オック語: Canas）は、フランス南東部の、地中海に面する都市の一つ。プロヴァンス＝アルプ＝コート・ダジュール地域圏、アルプ＝マリティーム県に属する。フランス語の発音による表記ではキャヌ[kan]  発音 となる。

## 概要
地中海に臨むコート・ダジュール（Côte d'Azur）で、ニース（Nice）に次ぐリゾート地である。ニースの西南約30kmに位置する。
中世から19世紀頭までは、農業、水産業を中心とする村落であったが、1834年、イギリスのヘンリー・ブルーム男爵がイタリアへの途上で滞在し、カンヌに土地を購入してヴィラを建設し、没するまで住んだ。これをきっかけとしてイギリスの上流階級がこの地域に別荘を建てはじめ、次第にリゾート地へと発展した。近郊10kmのアンティーブ（Antibes）には、ピカソが住んだグリマルディ城（Château Grimaldi）があり、現在ピカソ美術館（Picasso Museum）となっている。
第二次世界大戦下の1944年8月15日、連合国軍がカンヌ-ニース間の海岸線に艦砲射撃を実施、同時に上陸作戦を開始した。
毎年5月のカンヌ国際映画祭の開催地として、有名である。目抜き通りのラ・クロワゼット通り（Bd. de la Croisette）には、ホテル、レストラン、ブティックなどが並ぶ。通りの西端にある建物パレ・デ・フェスティヴァル（Palais des Festivals）は、映画祭のみならず年間を通じさまざまなイベントが行なわれる会場である。6月下旬には、カンヌ国際広告祭も開催される。国際音楽産業見本市のMIDEM（1月）や、世界最大級の映像産業見本市であるMIPTV（4月）とMIPCOM（10月）も開催される。

## スポーツ
女子バレーボールのヨーロッパ屈指のクラブ、RCカンヌの本拠地である。

## 交通
- フランス国鉄・カンヌ駅

## 関係者
出身者
- ルイーズ・ドルレアン（オルレアン家女）
- ラニエーリ・ディ・ボルボーネ＝ドゥエ・シチリエ（シチリア・ブルボン家の人物）
- ナデジダ・マウントバッテン (ミルフォード・ヘイヴン侯爵夫人)（ジョージ・マウントバッテン夫人、広義のイギリス王室の一員）
- フランソワ・レオタール（元政治家）
- ジェラール・フィリップ（俳優）

居住その他ゆかりある人物
- リアーヌ・ド・プジー（ダンサー、クルチザンヌ） - パリ8区、ブルターニュのロスコフ、南仏カンヌのラ・ボッカ地区（フランス語版）、スイスのローザンヌなどに居住した。
- ジャン・マレー（俳優） - 当地で死去
- シャルル・ヴァネル（俳優） - 当地で死去

## ギャラリー

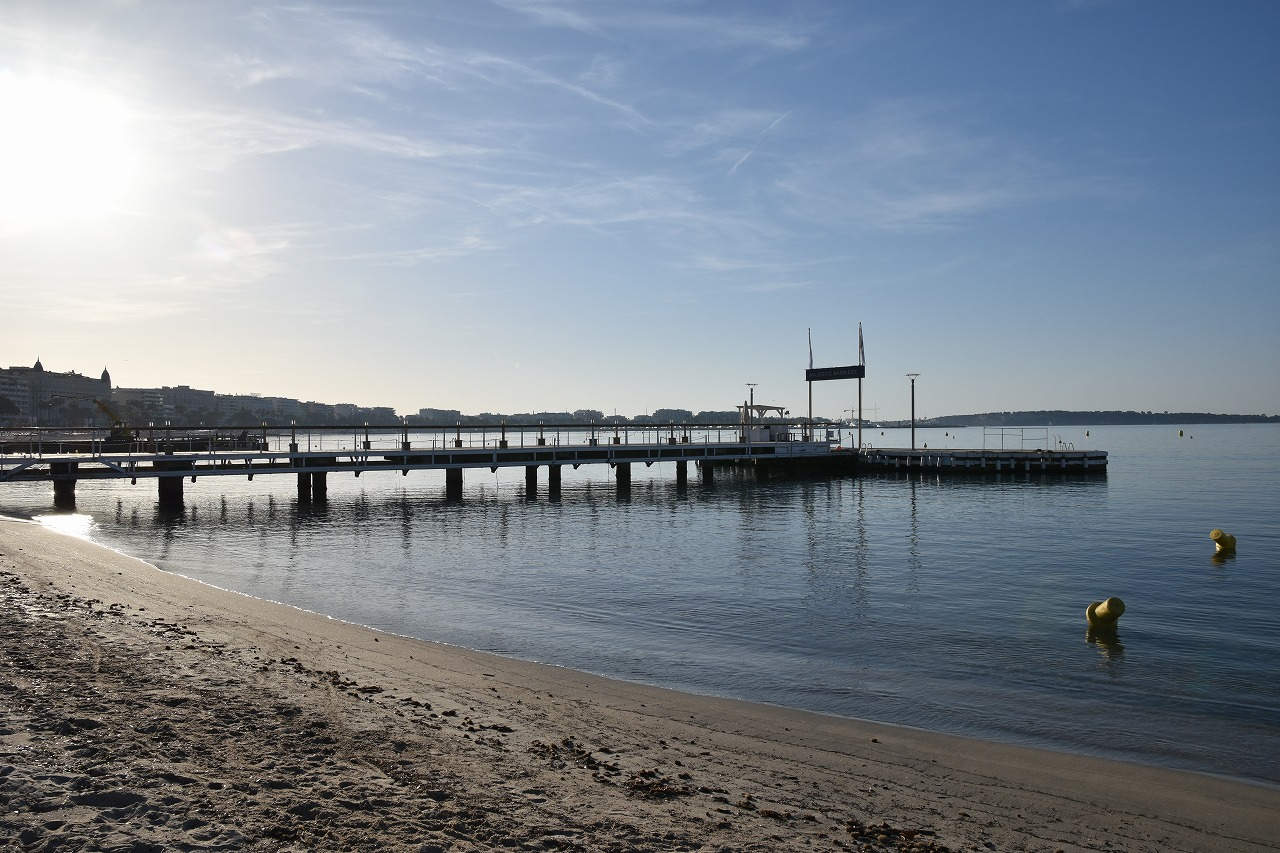
カンヌ湾
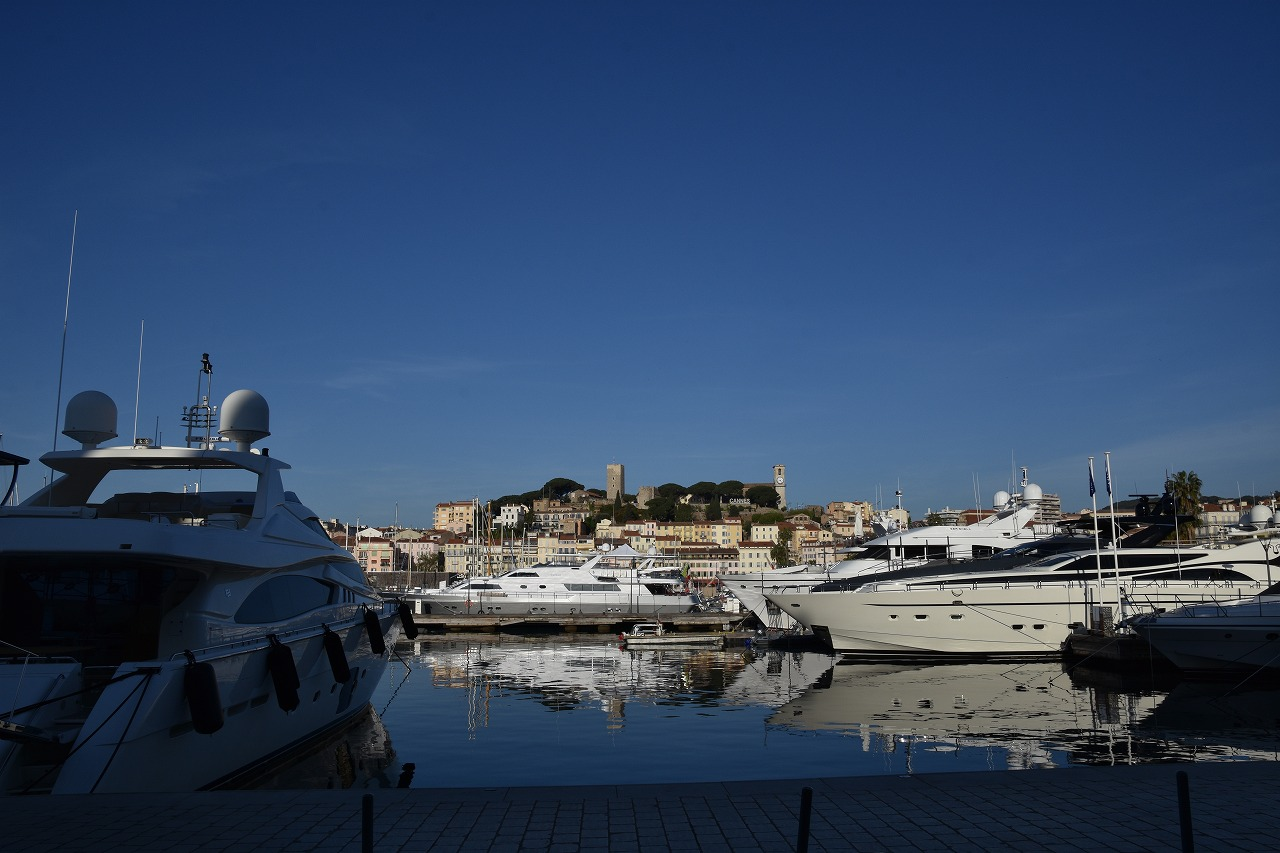
港から見たモンシュバリエ（西方の丘）
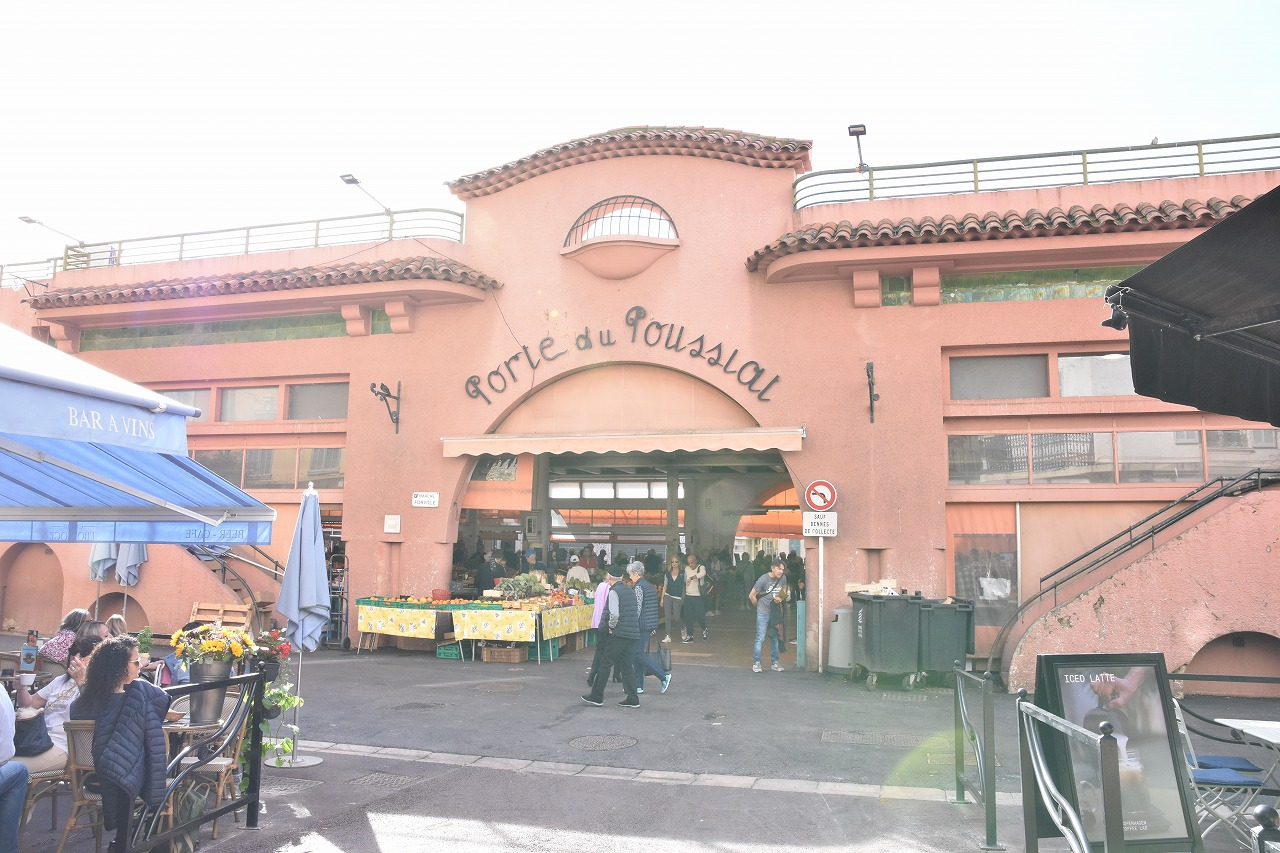
市場マルシェ フォーヴィル
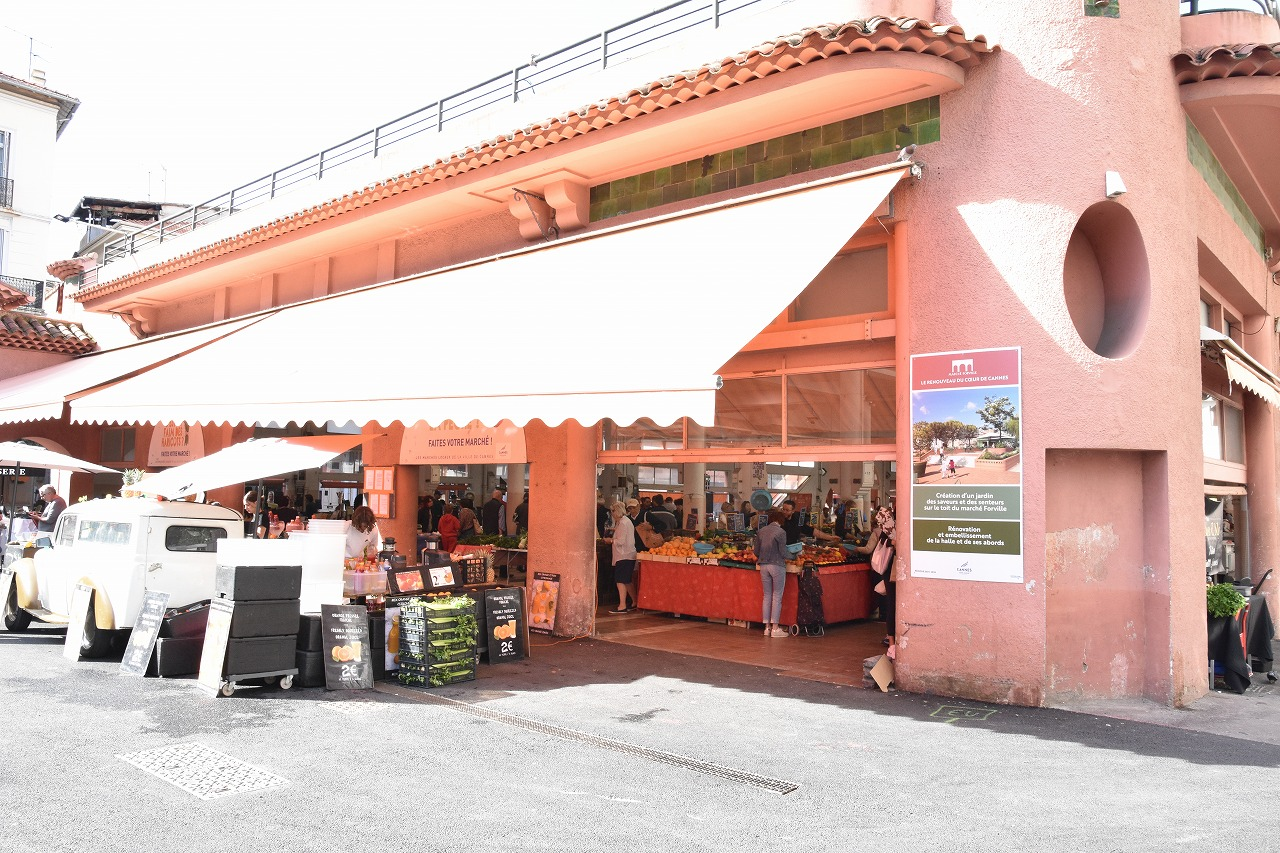
市場マルシェ フォーヴィル内部の様子
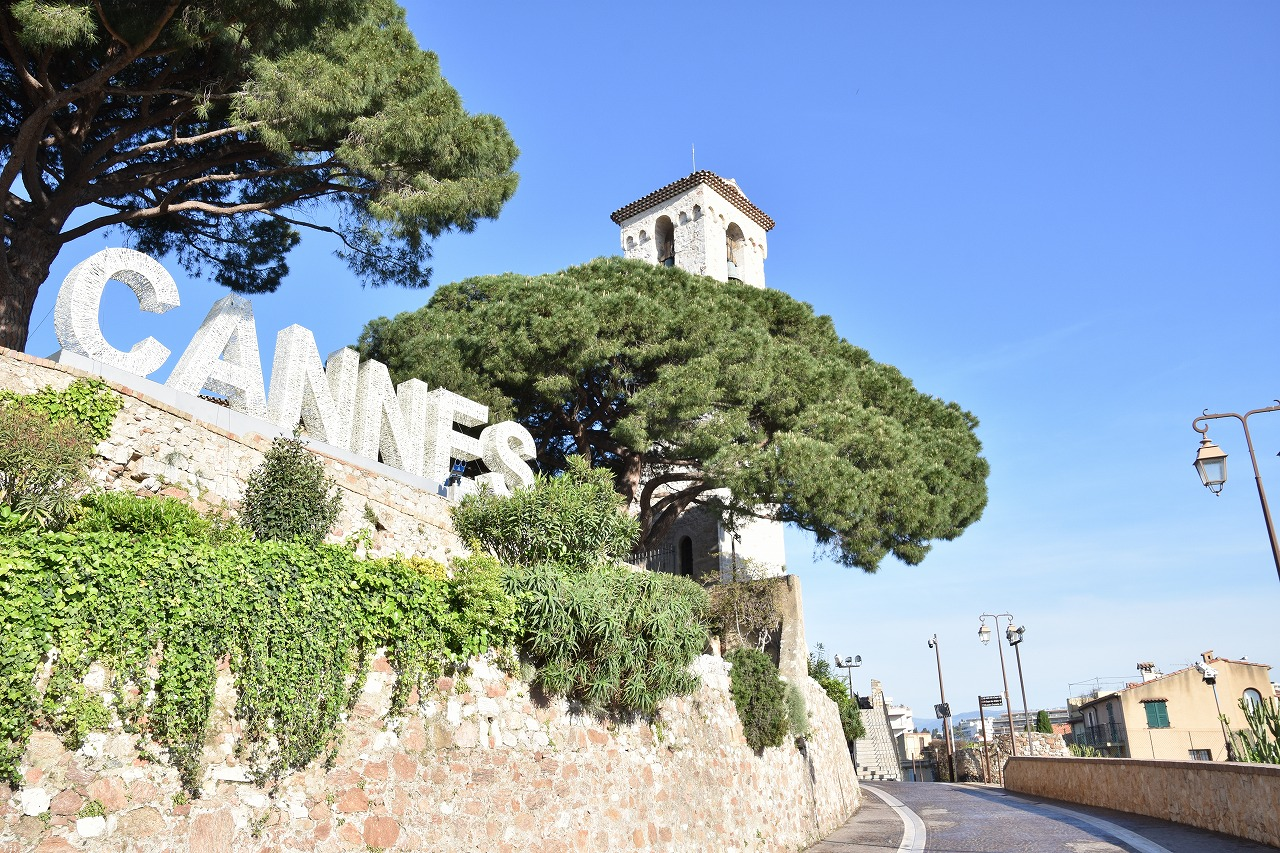
モンシュバリエにあるカンヌサイン
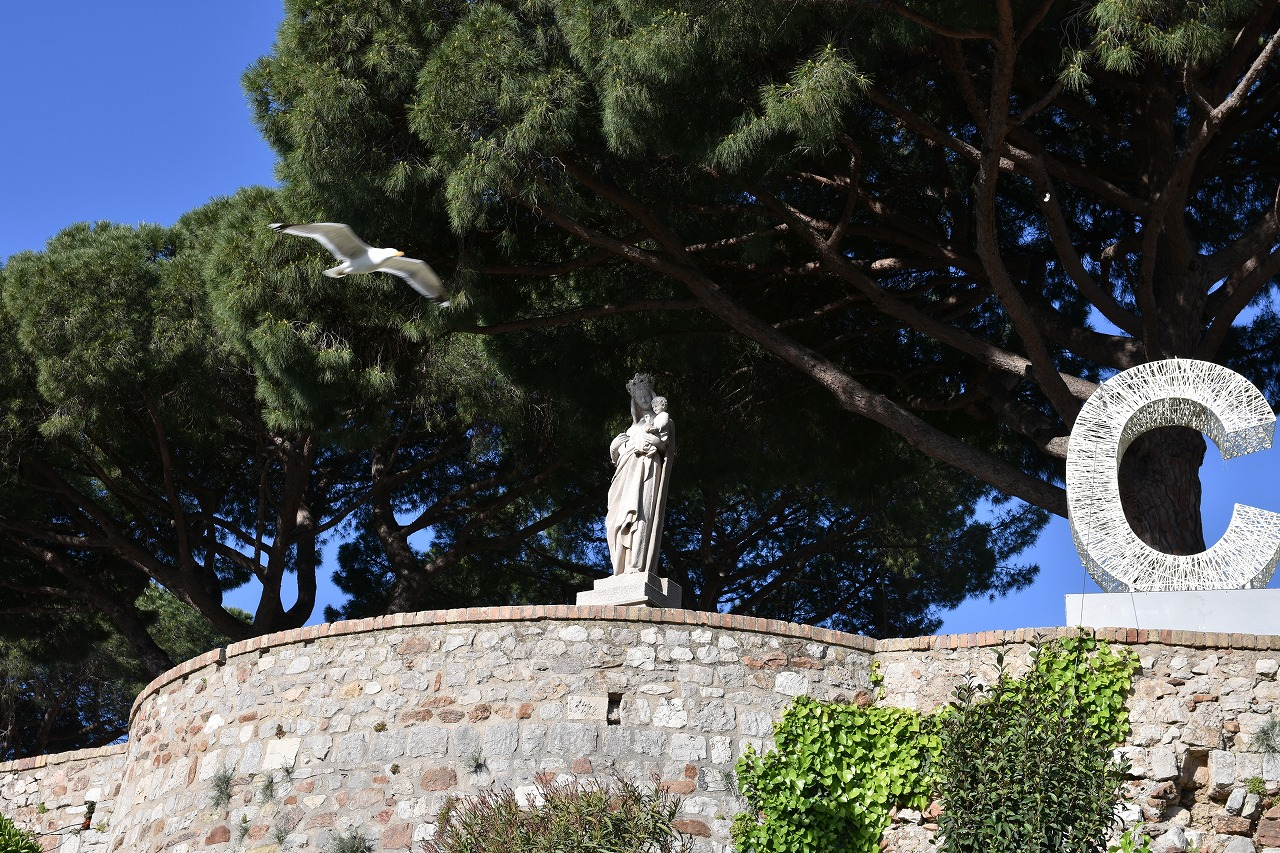
カンヌ市街を見つめるノートルダム・エスペランス教会の聖母マリア像

## 姉妹都市
- 静岡市（日本 中部地方 静岡県）
- テルアビブ（イスラエル国 テルアビブ地区）
- クウェートシティ（クウェート国 アースィマ県）
- ケンジントン&チェルシー区（イギリス連合王国 イングランド国 ロンドン地方 グレーター･ロンドン州 ロンドン）
- ビヴァリーヒルズ（アメリカ合衆国 カリフォルニア州）
- アカプルコ（メキシコ合衆国 ゲレーロ州）
- ケミセット（モロッコ王国 ラバト･サレ･ケニトラ地方）
- 三亜市（中華人民共和国 海南省）